# Consul (Alabama)
Consul ist ein gemeindefreies Gebiet im Marengo County im Bundesstaat Alabama in den Vereinigten Staaten.

## Geographie
Consul liegt im Westen Alabama im Süden der Vereinigten Staaten.
Nahegelegene Orte sind unter anderem McKinley (3 km nördlich), Thomaston (6 km westlich), Catherine (11 km südlich) und Dayton (12 km nordwestlich). Die nächste größere Stadt ist mit 205.000 Einwohnern die etwa 100 Kilometer östlich entfernt gelegene Hauptstadt Alabamas, Montgomery.

## Verkehr
Der Ort liegt an der Alabama State Route 28 und stellt zudem das westliche Ende der Alabama State Route 66 dar.
Rund 43 Kilometer nordwestlich entfernt befindet sich der Demopolis Municipal Airport.